# Meterware
Meterware (auch Ellenware, Schnittware oder Langware) ist ein Gut, insbesondere Stoff, das der Länge nach verkauft wird. Im Handel gebräuchlich sind dabei dann Preisangaben für den „laufenden Meter“. Es wird dabei von der Rolle, der Stange oder ähnlichem vor dem Verkauf in der vom Käufer gewünschten Länge abgeschnitten. Im Gegensatz dazu werden Kurzwaren nach Stück, Volumen oder Gewicht verkauft (allgemein Stückgut oder Schüttgut).
Der Name leitet sich von der benutzten Maßeinheit ab, da die Langwaren früher mit dem damals gebräuchlichen Längenmaß der Elle gemessen wurden. Nach dem Übergang von der Elle zum Meter im 19. Jahrhundert wandelte sich der Begriff zur Meterware. 